# 青森県道111号権現崎線
青森県道111号権現崎線（あおもりけんどう111ごう ごんげんざきせん）は、青森県北津軽郡中泊町を通る一般県道である。

## 概要
北津軽郡中泊町の権現崎（小泊岬）の東から路線が始まり、下前漁港から小泊漁港を経由して国道339号に接続する。

### 路線データ
- 起点：北津軽郡中泊町（権現崎）[1]
- 終点：国道三三九号交点（北津軽郡中泊町）[1]

## 歴史
- 1961年（昭和36年）2月10日 - 県道に認定される[1]。

## 地理

### 交差する道路
- 国道339号（北津軽郡中泊町小泊、終点）

### 沿線の施設など
- 小泊漁港
- 小泊漁業協同組合
- 下前漁港
- 下前漁業協同組合